# Kauki
Kauki, Kaukai – w mitologii litewskiej były to dobre duchy opiekuńcze domostw i czynności gospodarczych – zwane też koboltami.
Kauki, mieszkające pod piecami, przynosiły szczęście i bogactwo. Składano im ofiary z mleka i piwa. Uważano, że Kauki można sobie kupić. Wyobrażano je sobie pod postacią kogutą, którego nie wolno było zabić, gdyż powodowało to natychmiastowy pożar domu (stąd "czerwony kur"). Po wprowadzeniu chrześcijaństwa na Litwie zostały zaliczone do złych duchów.